# Cloud manufacturing
 (décembre 2021).
La mise en forme du texte ne suit pas les recommandations de Wikipédia : il faut le « wikifier ».
Les points d'amélioration suivants sont les cas les plus fréquents. Le détail des points à revoir est peut-être précisé sur la page de discussion.
- Les titres sont pré-formatés par le logiciel. Ils ne sont ni en capitales, ni en gras.
- Le texte ne doit pas être écrit en capitales (les noms de famille non plus), ni en gras, ni en italique, ni en « petit »…
- Le gras n'est utilisé que pour surligner le titre de l'article dans l'introduction, une seule fois.
- L'italique est rarement utilisé : mots en langue étrangère, titres d'œuvres, noms de bateaux, etc.
- Les citations ne sont pas en italique mais en corps de texte normal. Elles sont entourées par des guillemets français : « et ».
- Les listes à puces sont à éviter, des paragraphes rédigés étant largement préférés. Les tableaux sont à réserver à la présentation de données structurées (résultats, etc.).
- Les appels de note de bas de page (petits chiffres en exposant, introduits par l'outil «  Source ») sont à placer entre la fin de phrase et le point final[comme ça].
- Les liens internes (vers d'autres articles de Wikipédia) sont à choisir avec parcimonie. Créez des liens vers des articles approfondissant le sujet. Les termes génériques sans rapport avec le sujet sont à éviter, ainsi que les répétitions de liens vers un même terme.
- Les liens externes sont à placer uniquement dans une section « Liens externes », à la fin de l'article. Ces liens sont à choisir avec parcimonie suivant les règles définies. Si un lien sert de source à l'article, son insertion dans le texte est à faire par les notes de bas de page.
- La présentation des références doit suivre les conventions bibliographiques. Il est recommandé d'utiliser les modèles {{Ouvrage}}, {{Chapitre}}, {{Article}}, {{Lien web}} et/ou {{Bibliographie}}. Le mode d'édition visuel peut mettre en forme automatiquement les références.
- Insérer une infobox (cadre d'informations à droite) n'est pas obligatoire pour parachever la mise en page.

Pour une aide détaillée, merci de consulter Aide:Wikification.
Si vous pensez que ces points ont été résolus, vous pouvez retirer ce bandeau et améliorer la mise en forme d'un autre article.
 (décembre 2021).
Cloud Manufacturing (CMfg) est un nouveau paradigme de fabrication développé à partir de modèles de fabrication avancés existants (technologies informatiques). Il transforme les ressources et les capacités de fabrication en services de fabrication, qui peuvent être gérés et exploités de manière intelligente et unifiée pour permettre le partage et la circulation complets des ressources et des capacités de fabrication. Le CMfg peut fournir des services de fabrication sûrs et fiables, de haute qualité, bon marché et à la demande pour chaque étape du cycle de fabrication.
Le concept de Cloud Manufacturing a été initialement proposé par le groupe de recherche dirigé par les professeurs Bo Hu Li et Lin Zhang en Chine en 2009,,,,.
Le Cloud Manufacturing est un type de système parallèle, en réseau et distribué composé d'un groupement de services virtualisés intégrés et interconnectés (cloud de moyens de fabrication) de ressources et de capacités de fabrication ainsi que de capacités de gestion intelligente et d'utilisation à la demande de services pour fournir des solutions pour toutes sortes d'utilisateurs impliqués dans l'ensemble du cycle de fabrication,,,,.

## Types
Le Cloud Manufacturing peut être divisé en deux catégories,.
- La première catégorie concerne le déploiement de logiciels industriels sur le Cloud, c'est-à-dire une « version industrielle » des logiciels informatiques. Le logiciel xAO peut être fourni en tant que service sur le cloud industriel.
- La deuxième catégorie a une portée plus large, couvrant les capacités de production, de gestion, de conception et d'ingénierie dans une entreprise industrielle. Contrairement à l'informatique et au stockage de données, la fabrication implique des équipements physiques, des moniteurs, des matériaux, etc. Dans ce type de système cloud manufacturing, des installations matérielles et non matérielles sont mises en place sur le cloud pour prendre en charge l'ensemble de la chaîne d'approvisionnement. Les ressources coûteuses sont partagées sur le réseau. Cela signifie que le taux d'utilisation des équipements rarement utilisés augmente et que le coût des équipements coûteux est réduit. Selon le concept de la technologie Cloud, il n'y a pas d'interaction directe entre les utilisateurs du Cloud et les fournisseurs de services. L'utilisateur du Cloud ne doit ni gérer ni contrôler l'infrastructure et les applications de fabrication.

Dans le système CMfg, diverses ressources et capacités industrielles peuvent être détectées intelligemment et connectées à un Internet plus large, et automatiquement gérées et contrôlées à l'aide des technologies IoT (par exemple, RFID, réseau de capteurs filaire et sans fil, système embarqué). Ensuite, les ressources et capacités de fabrication sont virtualisées et encapsulées dans différents Services Cloud Manufacturing (MCS, Manufacturing Cloud Services), auxquels il est possible d'accéder et de déployer en fonction de leurs connaissances et en utilisant des technologies de virtualisation, des technologies orientées services et des technologies de cloud computing.
Il existe quatre types de modes de déploiement en cloud (privé, communautaire, public et hybride).
- Le cloud privé fait référence à une gestion centralisée dans lequel les services de fabrication sont partagés au sein d'une entreprise ou de ses filiales. Les applications stratégiques et le cœur de métier des entreprises sont souvent conservées dans un cloud privé.
- Le cloud communautaire est une collaboration dans laquelle les services de fabrication sont partagés entre plusieurs organisations d'une communauté spécifique ayant des préoccupations communes.
- Le cloud public offre le concept clé de partage de services avec le grand public dans un environnement multi-locataire.
- Le cloud hybride est une composition de deux ou plusieurs types de clouds (privé, communautaire ou public) qui restent des entités distinctes mais sont également liés entre eux, offrant les avantages de plusieurs modes de déploiement.